# Xylopia cayennensis
Xylopia cayennensis este o specie de plante angiosperme din genul Xylopia, familia Annonaceae, descrisă de Paulus Johannes Maria Maas. Conform Catalogue of Life specia Xylopia cayennensis nu are subspecii cunoscute.